# Marcelo Toscano
Marcelo Toscano (ur. 12 maja 1985 w Areado) – brazylijski piłkarz występujący na pozycji napastnika.

## Kariera piłkarska
Od 2006 roku występował w Paulista, Mirassol, Maccabi Ahi Nazaret, União São João, Lausanne Sports, Paraná Clube, Vitória SC, Figueirense, Comercial, Vila Nova, Cuiabá, América, Jeju United i Omiya Ardija.